# Гагури
Гагури (груз. გაგური) — село в Грузии, на территории Ланчхутского муниципалитета края (мхаре) Гурия.

## География
Село находится в западной части Грузии, на берегах реки Ацаура (правый приток Супсы), на расстоянии приблизительно 7 километров (по прямой) к юго-востоку от города Ланчхути, административного центра муниципалитета. Абсолютная высота — 73 метра над уровнем моря.

## Население
По результатам официальной переписи населения 2014 года, в Гагури проживал 181 человек (92 мужчины и 89 женщин). В национальной структуре населения грузины составляли 100 %.
| Год  | Население, человек |
| ---- | ------------------ |
| 2002 | 283                |
| 2014 | ↘ 181              |